# X荷
在粒子物理學中，X荷（X-charge，或 X ）是一個與SO(10) 大统一理论相關聯的守恒量子数。
X 與「重子数 B 和輕子數 L  的差異」（亦即B − L）以及「弱超荷 YW」之關係可以用下式表示：
{\displaystyle X=5(B-L)-2Y_{W}\,}。